# Anne Clifford
Lady Anne Clifford, XIV Baronessa de Clifford  e Contessa di Dorset, Pembroke e Montgomery (Skipton, 30 gennaio 1590 – Penrith, 22 marzo 1676) è stata una nobile e mecenate inglese.

## Biografia
Lady Anne Clifford nacque nel 1590 a Skipton Castle e fu battezzata il successivo 22 febbraio nella Chiesa della Santa Trinità a Skipton. Era la terza figlia di George Clifford e Margaret Russell; il primogenito Robert morì quando Anne aveva solo un anno, lasciandola unica erede del titolo e della baronia. Il suo precettore fu il poeta Samuel Daniel. All'età di quindici anni la morte del padre diede inizio a una lunga battaglia legale intrapresa da Lady Anne per poter ereditare i titoli e i possedimenti, che erano passati in mano allo zio Francis Clifford. La baronia era stata assegnata alla famiglia Clifford nel XIV secolo da Edoardo II, che aveva decretato che il titolo sarebbe stato ereditato per primogenitura assoluta. Lady Anne sarebbe riuscita ad ereditare il titolo soltanto nel 1643, alla morte del cugino Henry Clifford, V conte di Cumberland, ma avrebbe dovuto aspettare altri sei anni per prendere possesso della tenuta.
La presenza del padre a corte rese la giovanissima Lady Anne una favorita della regina Elisabetta e trascorse molti anni vivendo a stretto contatto con i monarchi inglesi. Prese parte a numerosi masque in onore di Giacomo I, interpretando anche una Ninfa nel Tethys's Festival di Samuel Daniel e diverse altre parti in masque di Ben Jonson, tra cui The Masque of Beauty (1608) e The Masque of Queens (1609). Il 27 febbraio 1609 sposò Richard Sackville, III conte di Dorset; la coppia ebbe cinque figli, tre maschi e due femmine, che furono le uniche a sopravvivere fino all'età adulta. Dopo la morte di Sackville nel 1624 si risposò con Philip Herbert, IV conte di Pembroke nel 1630. Nessuno dei due matrimoni fu particolarmente felice e cronache dell'epoca ne danno la colpa al comportamento poco remissivo di Lady Anne. In particolare, la sua protratta battaglia legale per la baronia paterna fu causa di attrito con il primo marito.
Lady Anne era nota per il mecenatismo e la grande cultura, elogiata anche da John Donne; alla sua morte lasciò numerosi diari e un imponente epistolario, successivamente pubblicati nel XX secolo e oggetto di studi di storici della letteratura, tra cui Helen Hackett. È nota soprattutto per essere il soggetto del Great Picture, un trittico di grandi dimensioni che commissionò a Jan van Belcamp per celebrare la vittoria della sua disputa legale. Nel trittico Lady Anne viene rappresentata come una ragazzina di grande cultura (a sinistra) e come una donna matura (a destra) con pieno controllo di sé e della baronia; il pannello centrale raffigura i genitori e i due fratelli morti durante l'infanzia. È nota anche per i grandi lavori di ristrutturazione in Curbia e nel Durset, tra cui le chiese di Appleby-in-Westmorland e Mallerstang. Inoltre, fece ristrutturare e ampliare alcune tenute di famiglia nel Nord dell'Inghilterra, tra cui il natio Skipton Castle, Pendragon Castle e Brougham Castle, dove morì all'età di ottantasei anni nel 1676.

## Galleria d'immagini

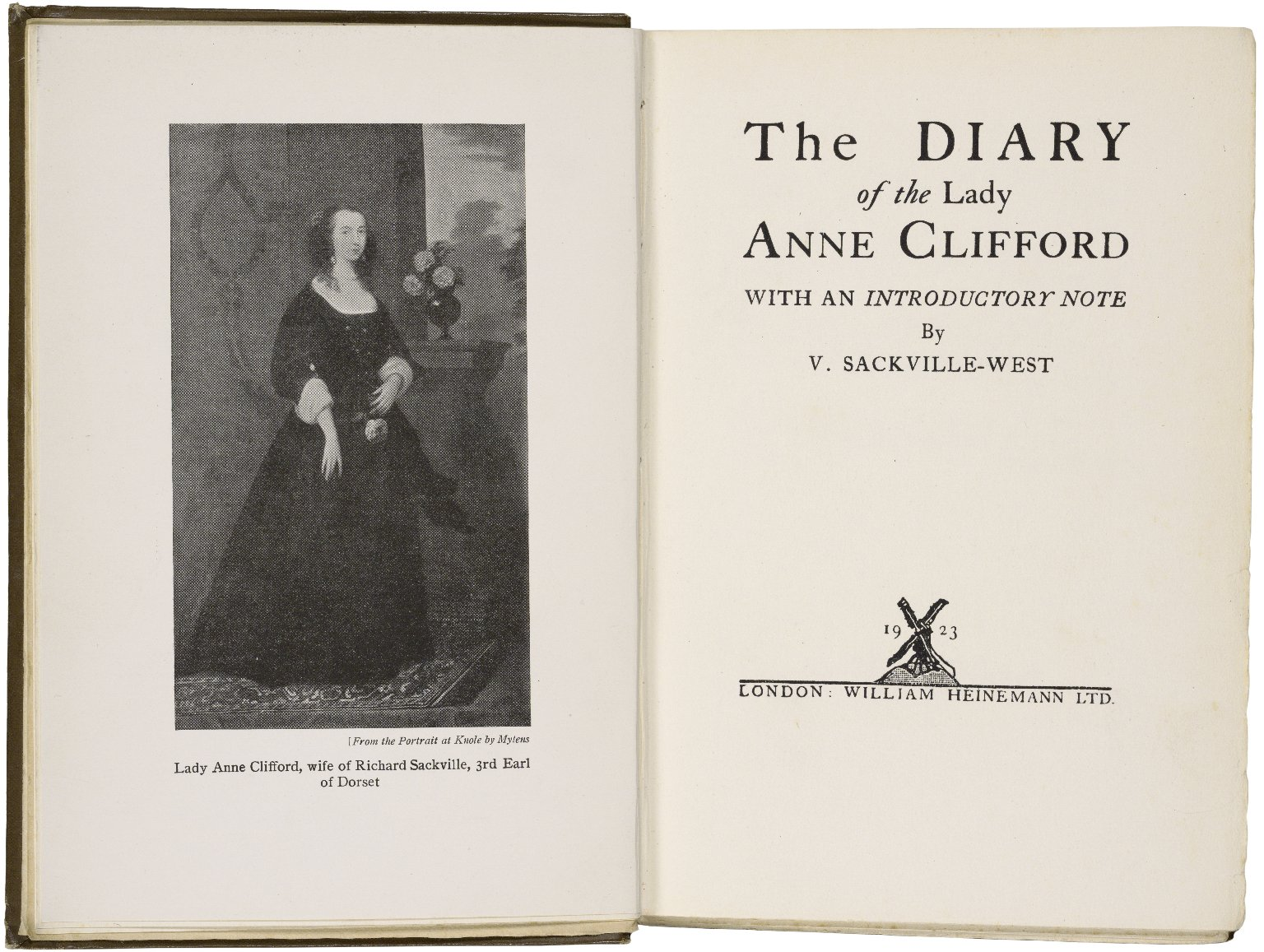
I diari di Lady Anne Clifford, pubblicati nel 1923 con un'introduzione di Vita Sackville-West
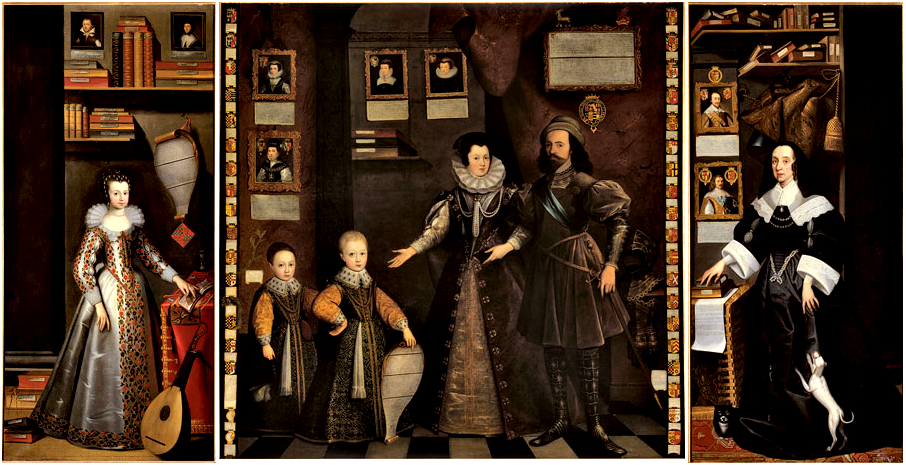
The Great Picture, realizzato da Jan Van Belcamp (?) nel 1646
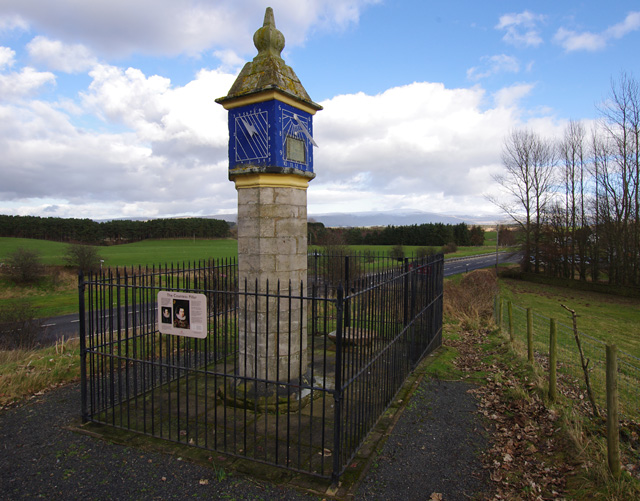
The Countess Pillar, fatto erigere nel 1646 per commemorare il luogo in cui Lady Anne vide la madre per l'ultima volta nel 1616